# Matej Mitrović
Matej Mitrović (ur. 10 listopada 1993 w Požedze) – chorwacki piłkarz grający na pozycji środkowego obrońcy. Obecnie jest zawodnikiem Rijeka.

## Kariera klubowa
Swoją karierę piłkarską Mitrović rozpoczął w 2002 roku w klubie NK Kutjevo. W latach 2005–2009 trenował w drużynie juniorów Kamenu Ingrad. W 2009 roku podjął treningi w Papuku Velika, a w 2011 roku został zawodnikiem młodzieżowej drużyny Cibalia z miasta Vinkovci. W trakcie sezonu 2011/2012 awansował do pierwszego zespołu Cibalii. W pierwszej lidze chorwackiej zadebiutował 25 lutego 2012 w wygranym 1:0 wyjazdowym meczu z NK Slaven Belupo. W sezonie 2012/2013 spadł z Cibalią do drugiej ligi. W Cibalii grał do końca 2013 roku.
W 2013 roku Mitrović przeszedł z Cibalii do pierwszoligowego klubu HNK Rijeka. W Rijece zadebiutował 19 października 2013 w zwycięskim 3:0 domowym meczu z NK Zadar. W sezonie 2013/2014 wywalczył z Rijeką wicemistrzostwo Chorwacji. W maju 2014 wystąpił w wygranych 1:0 i 2:0 meczach finału Pucharu Chorwacji z Dinamem Zagrzeb. Latem 2014 zdobył Superpuchar Chorwacji. W sezonie 2014/2015 po raz drugi w karierze został wicemistrzem Chorwacji. W styczniu 2017 roku za kwotę ponad 4 milionów Euro został piłkarzem Beşiktaşu. Z powodu zbyt małej liczby występów rok później trafił na wypożyczenie do Club Brugge, aby zwiększyć swoje szanse wyjazdu na Mistrzostwa Świata w Piłce Nożnej 2018. Po roku już stał się pełnoprawnym zawodnikiem Club Brugge.
| Sezon   | Klub             | Kraj      | Rozgrywki     | Mecze | Gole |
| ------- | ---------------- | --------- | ------------- | ----- | ---- |
| 2011/12 | Cibalia Vinkovci | Chorwacja | Prva HNL      | 4     | 0    |
| 2012/13 | Cibalia Vinkovci | Chorwacja | Prva HNL      | 33    | 0    |
| 2013/14 | Cibalia Vinkovci | Chorwacja | Druga HNL     | 3     | 0    |
| 2013/14 | HNK Rijeka       | Chorwacja | Prva HNL      | 8     | 0    |
| 2014/15 | HNK Rijeka       | Chorwacja | Prva HNL      | 26    | 1    |
| 2015/16 | HNK Rijeka       | Chorwacja | Prva HNL      | 23    | 1    |
| 2016/17 | HNK Rijeka       | Chorwacja | Prva HNL      | 20    | 1    |
| 2016/17 | Beşiktaş JK      | Turcja    | Süper Lig     | 7     | 0    |
| 2017/18 | Beşiktaş JK      | Turcja    | Süper Lig     | 2     | 0    |
| 2017/18 | Club Brugge      | Belgia    | Eerste klasse |       |      |

## Kariera reprezentacyjna
Mitrović grał w młodzieżowych reprezentacjach Chorwacji na różnych szczeblach wiekowych. W 2012 roku wystąpił z reprezentacją Chorwacji U-19 na Mistrzostwach Europy U-19. W dorosłej reprezentacji Chorwacji zadebiutował 12 listopada 2014 roku w przegranym 1:2 towarzyskim meczu z Argentyną, rozegranym w Londynie, gdy w 84. minucie tego meczu zmienił Marko Leškovicia. W październiku 2016 roku selekcjoner Ante Čačić powołał go na eliminacyjne mecze do Mistrzostw Świata 2018, przeciwko reprezentacjom Kosowa i Finlandii, w miejsce kontuzjowanego Dejana Lovrena. W pierwszym z tych meczów Matej zdobył swojego debiutanckiego gola w kadrze.